# Imperium : Nerone
Pour plus de détails, voir Fiche technique et Distribution.
Imperium : Nerone est un téléfilm italien, français, allemand et tunisien réalisé par Paul Marcus et diffusé en 2004.

## Synopsis
Tout jeune, Néron assiste à l'assassinat de son père sur ordre de Caligula. Il est alors exilé de Rome parmi des paysans chez lesquels il coule des jours de rêve et découvre l'amour auprès d'Acté, une jeune esclave chrétienne. Pendant ce temps, à Rome, les empereurs se succèdent... et sa mère revient en faveur, ce qui fait que Néron est adopté par Claude. Devenu empereur à son tour, peut-il mettre en œuvre ses rêves d'adolescent ? L'immobilité de la société romaine le pousse à commettre meurtre sur meurtre, ce que ne supporte pas sa douce amie Acté. Il sombre alors dans la folie du pouvoir et des meurtres d'État, à la recherche d'une popularité illusoire, dont il se rendra compte qu'elle est aussi fragile. Sacrifiant les chrétiens à la suite de l'incendie de Rome, il épouse Poppée qui hélas meurt bientôt. C'est la désillusion qui le conduit au suicide.

## Fiche technique
- Titre original : Imperium : Nerone
- Titre international : Nero: The Decline of the Empire
- Réalisateur : Paul Marcus
- Scénario : Francesco Contaldo, Paul Billing
- Production : Matilde et Luca Bernabei pour Lux Vide, Rai Fiction, EOS Entertainment
- Musique : Andrea Guerra
- Photographie : Giovanni Galasso
- Montage : Alessandro Lucidi
- Durée : 192 min
- Format: 1.78:1
- Pays de production :  Italie,  France,  Tunisie,  Allemagne
- Diffusion :
  - Italie : 2004
  - Allemagne, États-Unis, Hongrie : 2005

## Distribution
- Hans Matheson : Néron
- Rike Schmid : Acté
- Laura Morante : Agrippine
- Matthias Habich : Sénèque
- Ángela Molina : Domitia
- Ian Richardson : Septimus
- Pierre Vaneck : Paul de Tarse
- Philippe Caroit : Apollonius
- Élisa Tovati : Poppée
- Simón Andreu : Porridus
- Vittoria Puccini : Octavia
- Jochen Horst (en) : Etius
- Klaus Händl : Pallas
- Mario Opinato (it) : Tigellin
- James Bentley (en) : Néron (enfant)
- Sonia Aquino : Messaline
- Francesco Venditti (it) : Britannicus
- Massimo Dapporto : Claude
- John Simm : Caligula
- Maria Gabriella Barbuti : Licia
- Marco Bonini (it) : Rufus
- Robert Brazil : Silius
- Maurizio Donadoni (en) : Burrus
- Emanuela Garuccio : Claudia

## Édition DVD
- (en) Nero: The Decline of the Empire édité par SonyPictures  (ISBN 1-4049-9104-2) en 2005.